# Kouros di Kroisos
Il Kouros di Kroisos (a volte italianizzato in "Creso") o Kouros di Anavyssos è una scultura in marmo (alta 194 centimetri) databile al 570-560 a.C. circa e conservata nel Museo archeologico nazionale di Atene (n° 3851). Si tratta di un segnacolo funerario che rappresenta e commemora un giovane soldato.

## Scoperta
Fu ritrovato nel 1936 ad Anavyssos, una località dell’Attica situata a 34 km a sud-est di Atene. Tornò in Grecia nel 1937 dopo che la polizia greca sequestrò la scultura a Parigi.

## Descrizione e stile
L’opera ci è giunta quasi completa: gli unici pezzi mancanti sono parti di entrambi i piedi ed una porzione della parte inferiore della gamba sinistra. Il kouros si trova in posizione stante e frontale, con il piede sinistro di poco avanzato, secondo la tradizione arcaica. I capelli, i quali presentano un'acconciatura perlinata, ricadono dietro le spalle ed il volto è caratterizzato da un leggero sorriso arcaico. La muscolatura è accentuata, ma la morbidezza delle linee denuncia un’influenza di origine ionica ed una concezione più organica del corpo in rapporto ai kouroi di epoche precedenti.
Sulla base è incisa un’epigrafe che fornisce informazioni sul giovane defunto. Essa recita:
ΣΤΕΘΙ ΚΑΙ ΟΙΚΤΙΡΟΝ ΚΡΟΙΣΟ
ΠΑΡΑ ΣΕΜΑ ΘΑΝΟΝΤΟΣ ΗΟΝ
ΠΟΤ' ΕΝΙ ΠΡΟΜΑΧΟΙΣ ΟΛΕΣΕ
ΘΟΡΟΣ ΑΡΕΣ
"Fermati e abbi pietà davanti alla tomba di Kroisos morto, che il violento Ares ha ucciso mentre era in prima fila in battaglia".
Il monumento, che mostra l’uomo nudo, nel pieno delle forze, ha lo scopo di celebrare la morte eroica in guerra.